# Мохамед, Амина
Амина Чавахир Мохамед Джибриль (сомал. Aamina Maxamed Jibriil, англ. Amina Mohamed; род. 5 октября 1961 года, Какамега, Британская Кения) — кенийский юрист, дипломат и политик. Занимала пост председателя Международной организации по миграции и входила в Генеральный совет Всемирной торговой организации, была помощником Генерального секретаря и заместителем исполнительного директора Программы ООН по окружающей среде. С мая 2013 года по февраль 2018 года министр иностранных дел, после переизбрания президента Ухуру Кениата — министр образования Кении с февраля 2018 года по март 2019 года. Также была министром спорта, культуры и наследия с 2 марта 2019 по 27 октября 2022 года.

## Ранние годы и образование
Мохамед родилась 5 октября 1961 года в Какамеге, Британская Кения, в семье пастуха и медсестры, оба родителя — сомалийцы. Она была восьмым ребёнком из девяти. Её семья принадлежит к клану Дулбаханте Харти Дарод и родом из северного автономного государства Хатумо. Детство Мохамед прошло в небогатом доме в Амалембе, Какамега, большую часть времени она проводила, читая рассказы про Шерлока Холмса и другие детективы. Позднее она увлеклась международными отношениями.
Мохамед училась в городской начальной школе в Какамеге, а затем — в школе для девочек Бутере и Академии нагорья. Её мать твёрдо верила в важность образования и часто откладывала свои занятия, чтобы контролировать учёбу дочки. После окончания школы Мохамед получила стипендию для обучения в СССР, в Киевском университете. Она окончила факультет международных отношений, получив степень магистра в области международного права. Затем Мохамед окончила аспирантуру по международным отношениям в Оксфордском университете. Благодаря стипендии Учебного и научно-исследовательского института ООН она также прошла несколько курсов по международному праву.

## Карьера

### Работа юристом в Кении
После окончания учёбы в 1985 году Мохамед устроилась юристом в Министерство местного самоуправления Кении. В её обязанности входили оценка проектов Всемирного банка и экспертиза муниципальных подзаконных актов. С 1986 по 1990 год Мохамед занимала должность советника по правовым вопросам в Министерстве иностранных дел Кении, там она разрабатывала и обсуждала различные двусторонние международные договора. Среди них была Африканская конвенция о правах ребёнка, а также соглашения о двустороннем авиаобслуживании с ОАЭ, Оманом, Ираном и Великобританией. Мохамед поступили несколько предложений работы за рубежом, но она решила остаться дома из-за болезни отца.
С 1990 по 1993 год Мохамед была юрисконсультом миссии Кении в головном офисе ООН в Женеве, Швейцария. Там она работала вместе с должностными лицами Международной организации труда, Всемирной организации здравоохранения и Генерального соглашения по тарифам и торговле. Она взяла короткий отпуск, чтобы продолжить учёбу в Великобритании, затем вернулась на дипломатическую службу в Женеве. В 1997 году Мохамед приступила к работе в качестве юридического советника кенийской делегации в Совете Безопасности ООН.

### Работа в международных организациях

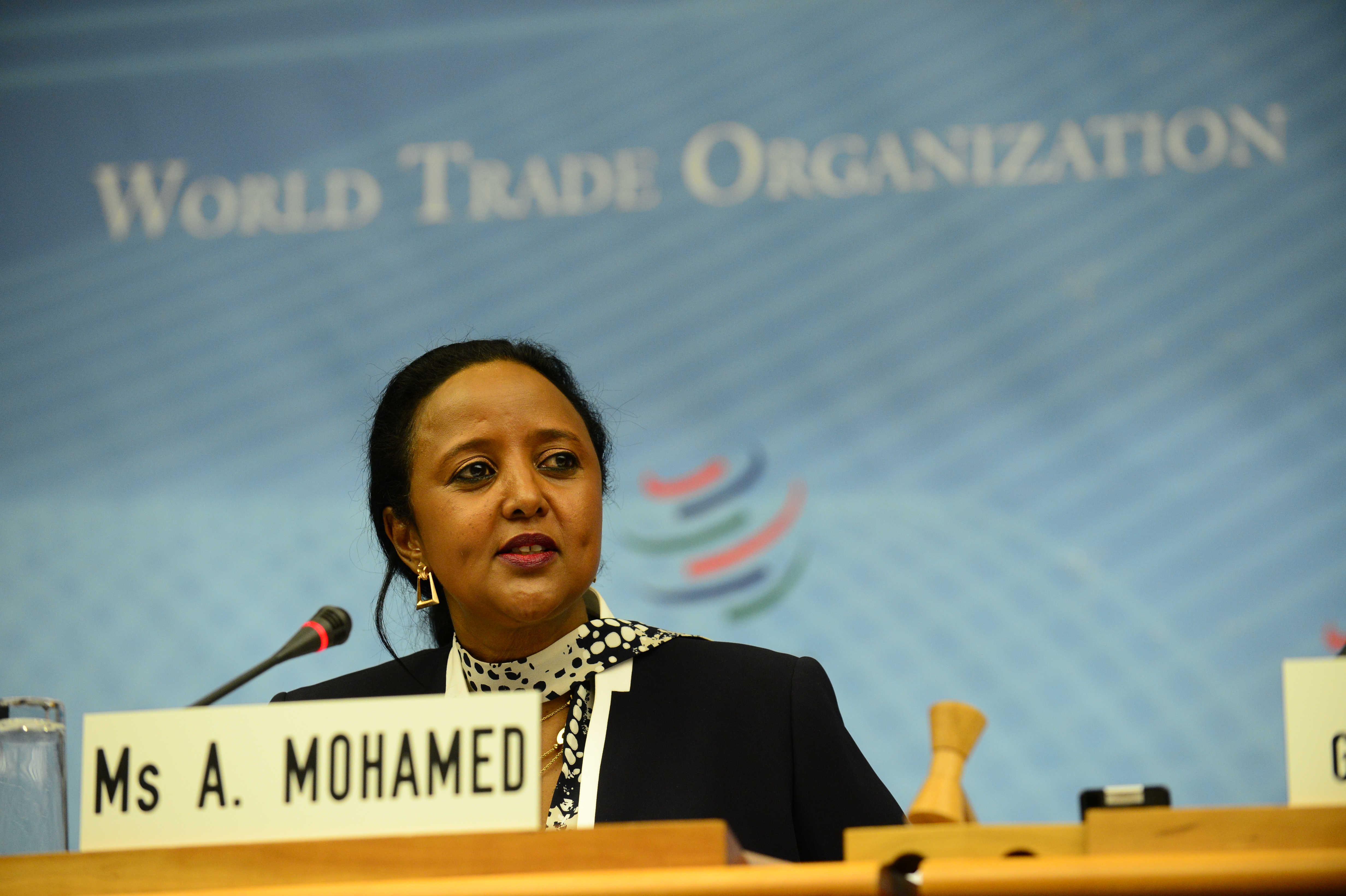
Мохамед на выборах генерального директора ВТО (30 января 2013)

С 2000 по 2006 год Мохамед работала послом и постоянным представителем дипломатической миссии Кении в Женеве. Она также была председателем, координатором и пресс-секретарём африканской группы в Комиссии по правам человека Всемирной торговой организации. В 2002 году Мохамед была председателем Конференции по разоружению и стала первой женщиной-председателем Международной организации по миграции. В то время Кения была единственной африканской страной в составе организации. Заступая на пост, Мохамед согласилась принять должность только в том случае, если организация станет более открытой для африканских стран.
В 2003 году она возглавляла Орган по пересмотру торговой политики ВТО, а в 2004 году занимала пост председателя Органа по разрешению споров ВТО. В 2005 году Мохамед стала первой женщиной в Генеральном совете ВТО. С 2001 по 2005 год она побывала членом исполнительных советов и комитетов ВОИС, МОТ, ВОЗ, ЮНКТАД, УВКБ и ЮНЭЙДС. Она также возглавляла Комитет по вопросам укрепления и реструктуризации Департамента внешней торговли и экономики.
С 2008 по 2011 год она была постоянным секретарём Министерства юстиции, национальной сплочённости и конституционных вопросов Кении. В этой должности в 2010 году она руководила работой над новой редакцией Конституции Кении. В 2010—2011 годах Мохамед была президентом Конференции ООН по транснациональной преступности в Вене. В июле 2011 года Мохамед была назначена помощником Генерального секретаря и заместителем исполнительного директора Программы ООН по окружающей среде.

### Министр иностранных дел

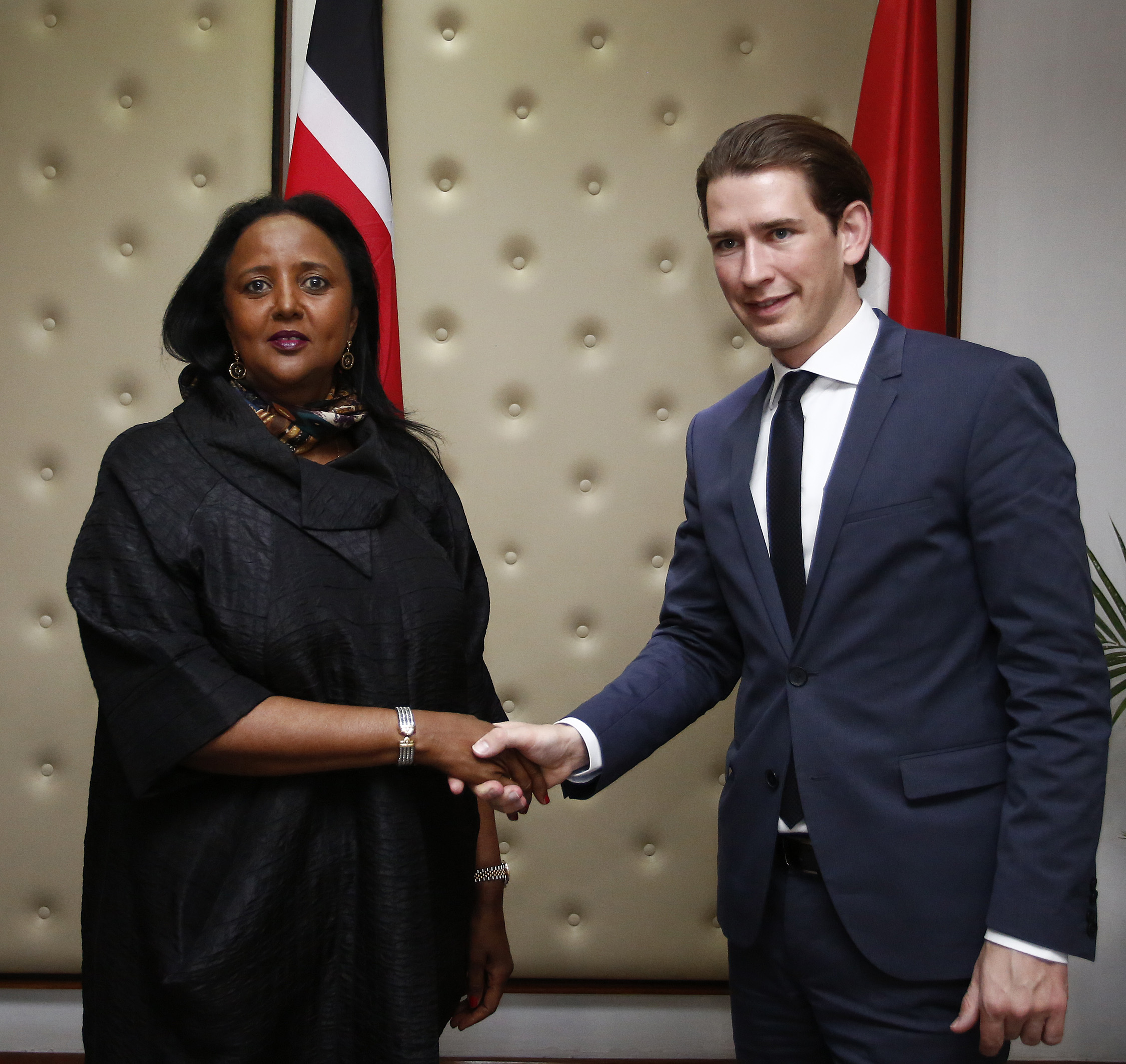
Мохамед на встрече с Себастьяном Курцем (октябрь 2016)

23 апреля 2013 года Мохамед была назначена министром иностранных дел Кении в новом правительстве при президенте Ухуру Кениате. 20 мая 2013 года она приняла присягу в резиденции Сагана.
Согласно публикации Business Daily Africa, «жёсткая лоббистская и агрессивная кампания в отношении панафриканизма в Кении набрала силу в связи с провалом в Международном уголовном суде дел против г-на Кениаты и г-на Руто [вице-президент Кении] отчасти благодаря умелым дипломатическим манёврам г-жи Мохамед». В той же публикации сообщалось, что Мохамед к концу 2016 года «подверглась серьёзной критике за молчание касательно страданий кенийских задержанных в Эфиопии». Кроме того, в декабре 2016 года она заявила, что Кения поддерживает «стремление Сахарской Арабской Демократической Республики к самоопределению и её членство в Африканском союзе», что вызвало конфликт с Марокко и другими арабскими государствами.
В 2017 году президент Кении Ухуру Кениата выдвинул Мохамед на должность председателя Комиссии Африканского союза. Несмотря на поддержку её кандидатуры правительством Кении, Мохамед уступила в конкуренции министру иностранных дел Чада, Муссе Факи. Впоследствии Уганда опровергла сообщения о том, что она не поддержала Мохамеда на выборах председателя Комиссии Африканского союза: «Уганда хочет категорически заявить, что наша поддержка кандидатуры Амины до и во время выборов была недвусмысленной … Уганда хочет заверить правительство и народ Кении, и Амину в частности, что мы остаёмся надёжным союзником и партнёром, учитывая наши тёплые и тесные отношения и нашу приверженность интеграции ВАС». The Daily Nation заявила, что Бурунди и Джибути также, возможно, не поддержали Мохамед, в свою очередь, Танзания отрицала своё бездействие.
В конце апреля 2017 года она провела серию встреч с официальными лицами США, такими как сенатор Боб Коркер, Томас Шеннон и Констанс Гамильтон. Она призвала США продолжать сотрудничать с Кенией на благо обеих стран. 9 мая 2017 года в Императорском дворце она была удостоена Ордена Восходящего солнца от японского правительства за «содействие экономическим связям между Найроби и Токио». Она была единственной африканкой, лично присутствовавшей на мероприятии. В то время CNBC написала, что Мохамед «известна как отличный стратег с проверенными навыками ведения переговоров и управления». 20 мая 2017 года сообщалось, что Мохамед встретилась с министром иностранных дел России Сергеем Лавровым в Пекине. Она заявила, что считает встречу сигналом к возможному возобновлению дружественных отношений между Кенией и Россией.

### Министр образования
26 января 2018 года президент Кениата назначил Амину Мухаммед министром образования. Она пообещала продолжить реформы, начатые её предшественником доктором Фредом Матианги. Её преемником в Министерстве иностранных дел стала её главный секретарь посол Моника Джума. В мае 2018 года Мохамед пригрозила отменой регистрации школам, причастным к нарушениям в ходе проведения государственных экзаменов. В том же месяце она предложила поправку в Закон об университетах, которая позволит назначать членов совета университета президенту страны напрямую. Её решение отложить внедрение учебного плана в 2019 году оказалось спорным, и она отказалась от него, получив порцию критики от президента Ухуру Кениаты. Её решение понизить аккредитацию педагогических колледжей до уровня D также было отменено Высоким судом Кении. Считается, что эти решения способствовали её переводу в Министерство спорта, наследия и культуры в марте 2019 года.

### Министер спорта, наследия и культуры
В марте 2019 года президент Кениата назначил Амину Мохамед министром спорта, наследия и культуры, она заменила уволенного Рашида Эчесу. Она призвала выделять больше ресурсов на Министерство спорта.
7 июля 2020 года она была выдвинута Кенией на должность Генерального директора ВТО. Она прошла во второй тур отбора и долгое время считалась фаворитом в дипломатических кругах. К октябрю 2020 года Генеральный совет ВТО выбрал двух финалистов — Нгози Оконджо-Ивеала (будущая победительница) и Ю Мён Хи — тем самым исключив Мохамед и двух других кандидатов.

## Оценки деятельности
После выборов председателя Комиссии Африканского союза Business Daily Africa отметила Мохамед как хорошего дипломата. По мнению издания, оправдание в Международном уголовном суде (МУС) президента Ухуру Кениаты и вице-президента Уильяма Руто во многом стало её заслугой. В свою очередь, CNBC высоко оценило Мохамед как стратега и управленца, а также отметило мастерство в ведении переговоров.
В то же время Мохамед критиковали за отсутствие реакции на задержание кенийцев в Эфиопии в ходе разгоревшихся в стране межэтнических противостояний. Противники кандидатуры Мохамед на выборах председателя Комиссии Африканского союза заявляли, что через неё президент Кениата пытается расширить своё влияние в Африке, в частности призвать к массовому выходу из-под юрисдикции МУС. Арабские страны во главе с Марокко недовольны открытой поддержкой со стороны Мохамед непризнанной САДР.

## Личная жизнь
В 2002 году Амина вышла замуж за Халида Ахмеда, также сомалийца. Он свободно говорит на нескольких языках, занимается предпринимательством, учился в одном из университетов Лиги плюща. Именно мужу, по её словам, она обязана своим успехом. У пары двое родных детей, а также четверо усыновлённых. Её дочь, Фирьяль Нур, встречается с сыном президента Кении, Мухохо Кениатой.
Мохамед — полиглот, помимо родного сомалийского, она говорит также на английском, русском и суахили, на среднем уровне владеет французским. В свободное время Мохамед любит готовить.